# Phạm Quang Cận
Phạm Quang Cận là một sĩ quan cấp cao trong Quân đội nhân dân Việt Nam, hàm Trung tướng, nguyên Tổng Biên tập Tạp chí Quốc phòng Toàn dân.

## Thân thế và sự nghiệp
Ông quê tại Đông Ngạc, Bắc Từ Liêm, Hà Nội
Năm 2007, ông được nhận giải thưởng Hồ Chí Minh.